# Hilio pulmonar
El hilio pulmonar es una depresión triangular que se encuentra por encima y detrás de la impresión cardiaca en la que las estructuras que forman la raíz del pulmón entran y salen de esta víscera. Estas incluyen la arteria pulmonar, en la parte más superior del pulmón izquierdo, las venas pulmonares superiores e inferiores, vasos linfáticos y el bronquio, al que rodean los vasos bronquiales, que pueden ser arterias o venas. El ligamento pulmonar cae por debajo de esta depresión y termina en un filo libre o falciforme. El área que rodea el hilio se llama "perihilar".